# Now That You Got It
„Now That You Got It” este un cântec compus de Sean Garrett, Gwen Stefani & Swizz Beatz pentru cel de-al doilea album solo al artistei, "The Sweet Escape" (2006). Criticile au fost mixte. Un remix featuring artistul reggae Damian Marley a fost produs pentru lansarea melodiei ca single.

## Critici
"Now That You Got It" a primit recenzii mixte de la criticii muzicali. Slant Magazine a caracterizat melodia ca fiind "contagioasǎ instant". Totuși NME, a numit melodia ca fiind "un track care se vrea atât de mult sǎ fie un succes în topuri, încât a ajuns sǎ aibǎ grația unei reclame Pepsi Max. John Murphy (MusicOHM) a zis cǎ aceastǎ melodie aratǎ fața kitchioasǎ a artistei, și cǎ ne tenteazǎ sǎ o oprim (melodia). BBC Radio One i-a dat patru stele din cinci.

## Videoclip
Videoclipul a fost regizat de Saline Project și a fost filmat în Puerto Rico și Jamaica. Videocpipul și-a avut premiera pe 4 septembrie în cadrul emisiunii TRL pe postul MTV.
Videoclipul începe cu un munte pe care scrie - "Gwen Stefani Presents" iar apoi un alt munte - "Now That You Got It". Stefani cântǎ alǎturi de Marley in fața unui zid, și mai târziu, în timpul primului vers, Gwen si Harajuku Girls se plimbǎ cu scutere. Refrenul începe cu Stefani, Harajuku Girls și Marley jucând jocuri de masǎ în apropierea unui lac. Marley îsi cântǎ apoi versurile în timp ce artista și fetele încǎ sunt pe scutere. În timpul celui de-al doilea vers Stefani cântǎ în fața altui zid și le aratǎ pe Harajuku Girls dansând pe acoperiș alǎturi de dansatorii din "The Sweet Escape Tour" (Flea, Legacy, Remedy și Steelo). În timpul celui de-al doilea refren, Stefani este pe plajǎ și îi trimite cuiva un mesaj sǎ vinǎ la petrecerea de disearǎ. Videoclipul se închide cu Gwen cântand pe scenǎ, iar fetele Harajuku dansând pe acoperiș cu baieții.

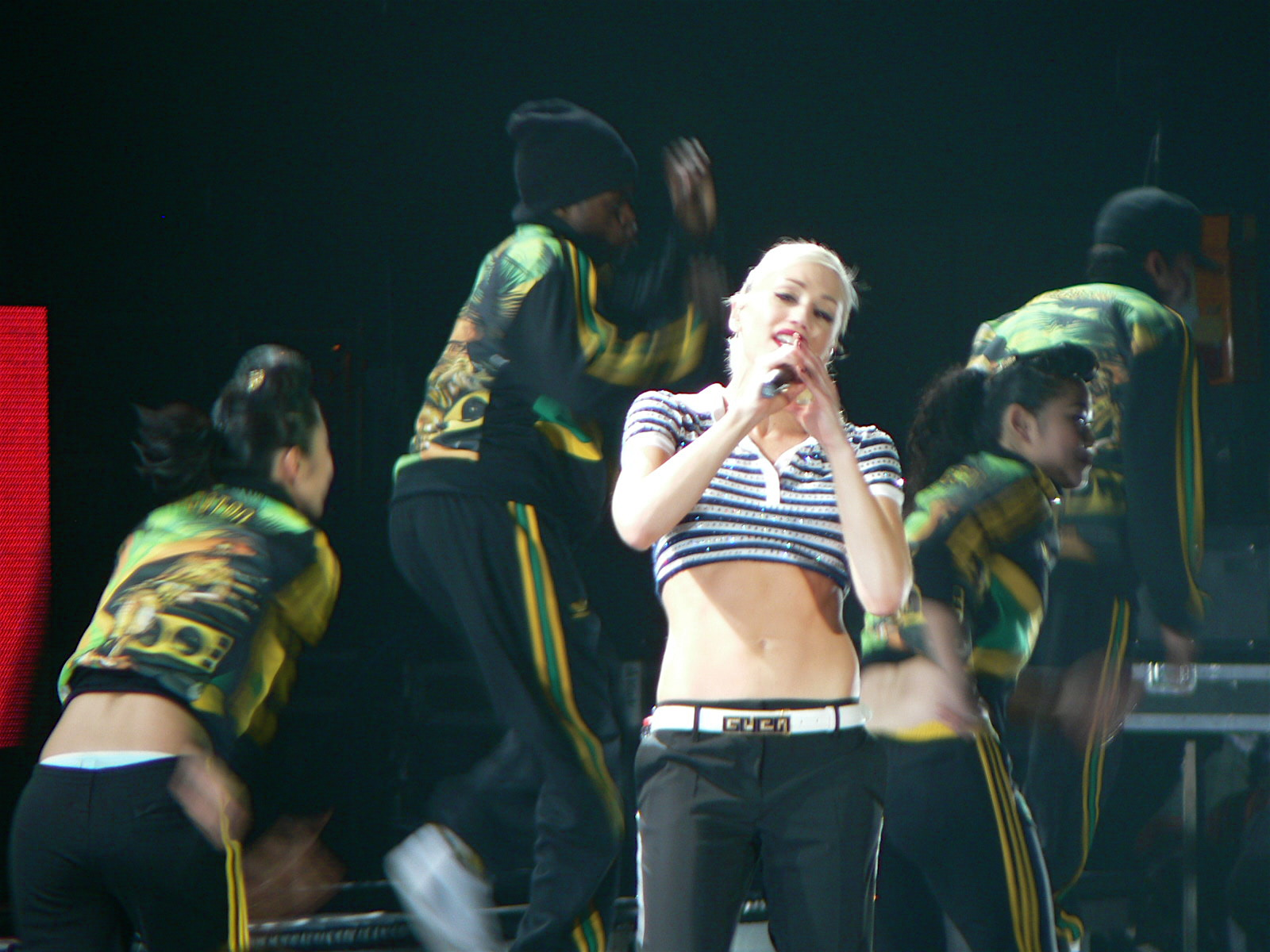
Stefani interpretând "Now That You Got It" în The Sweet Escape Tour.

## Track listing
| Enhanced Maxi CD single 1. "Now That You Got It" (album version) 2. "Now That You Got It" (remix) (featuring Damian Marley) 3. "Now That You Got It" (single version) (featuring Damian Marley) 4. "Now That You Got It" (video) | Australian CD single 1. "Now That You Got It" (album version) - 3:01 2. "Now That You Got It" (remix) (featuring Damian Marley) - 3:27 3. "Now That You Got It" (single version) (featuring Damian Marley) - 3:08 |  |

| 12" vinyl single - Side A 1. "Now That You Got It" (single version) (featuring Damian Marley) 2. "Now That You Got It" (album version) 3. "Now That You Got It" (instrumental) - Side B 1. "Now That You Got It" (remix) (featuring Damian Marley) 2. "Now That You Got It" (dub) | Promo CD Single 1. "Now That You Got It" (album version) - 3:01 2. "Now That You Got It" (single version) (featuring Damian Marley) - 3:08 Maxi CD Single 1. "Now That You Got It" (album version) - 3:01 2. "Now That You Got It" (remix) (featuring Damian Marley) - 3:27 |

### Topuri
"Now That You Got It" a fost un eșec din punct de vedere comercial. Melodia nu a intrat în niciun top Billboard, devind prima ei melodie care a pățit acest lucru. Melodia nu a intrat nici în United World Chart. Aceasta este a treia lansare a artistei care a ratat Top20 în Marea Britanie. Cu toate aceste eșecuri, melodia a avut mai mult succes pe piața urbanǎ, atingând #9 în Australian ARIA Urban Singles Chart, și UK's 1Xtra RnB Chart.
| Chart (2007)                  | Peak position |
| ----------------------------- | ------------- |
| Austrian Singles Chart        | 60            |
| Australian ARIA Singles Chart | 37            |
| South African Singles Chart   | 5             |
| Australian ARIA Urban Chart   | 9             |
| European Top 20               | 10            |
| Italian Singles Chart         | 26            |
| Norwegian Singles Chart       | 17            |
| Panama Top 40 Singles         | 28            |
| New Zealand Singles Chart     | 21            |
| Romanian Top 100              | 32            |
| UK Singles Chart              | 59            |
| UK 1Xtra RnB Chart            | 9             |